# Malajská univerzita
Malajská univerzita (malajsky: اونيۏرسيتي ملايا , čínsky: 馬來亞大學) je veřejná výzkumná univerzita sídlící v malajském hlavním městě Kuala Lumpur. Je to nejstarší a největší malajská vysoká škola. Předchůdce univerzity, King Edward VII College of Medicine, byla založena 28. září 1905 v Singapuru, jež byl tehdy pod britskou správou. Přestože se škola přestěhovala a prošla řadou správních reforem, hlásí se k datu 1905 jako k roku svého založení. Univerzitní status získala v roce 1949, v roce 1959 vznikla divize v Kuala Lumpuru, roku 1962 se divize v Kuala Lumpuru odštěpila od singapurské a stala se samostatnou univerzitou. Je rozdělena na čtrnáct fakult, dvě akademie, tři instituty a dvě akademická centra. Ve 21. století vzrostla její prestiž - podle QS World University Rankings 2025 jde o 60. nejkvalitnější vysokou školu na světě, 11. v Asii a zdaleka nejlepší v Malajsii. V roce 2024 na ní studovalo více než 36 tisíc studentů.